# 大丈夫彎貝介
大丈夫彎貝介（学名：Loxoconcha tachangfui）为彎貝介科彎貝介屬下的一个种。